# Home Nations Championship 1897
Home Nations Championship 1897 – piętnasta edycja Home Nations Championship, mistrzostw Wysp Brytyjskich w rugby union, rozegrana pomiędzy 9 stycznia a 13 marca 1897 roku. Turnieju nie udało się dokończyć, ponieważ po aferze Goulda, który został oskarżony o zawodowstwo, Walia wycofała się z gry, a także zawiesiła członkostwo w IRB. 
Zgodnie z ówczesnymi zasadami punktowania przyłożenie i karny były warte trzy punkty, podwyższenie dwa, natomiast pozostałe kopy cztery punkty. W tej edycji po raz pierwszy w historii jeden zawodnik celnie kopnął dwa karne w jednym meczu, a autorem tego osiągnięcia był Fred Byrne.

## Mecze
| 9 stycznia 1897 | Walia                                                   | 11:0(6:0) | Anglia | Rodney Parade, Newport Sędzia: James Magee |
| 9 stycznia 1897 | Boucher 3 (P) Jones 3 (P) Pearson 3 (P) Bancroft 2 (pd) | 11:0(6:0) |        | Rodney Parade, Newport Sędzia: James Magee |

| 6 lutego 1897 | Irlandia                         | 13:9(10:3) | Anglia                      | Lansdowne Road, Dublin Widzów: 15 000 Sędzia: Graham Findlay |
| 6 lutego 1897 | Bulger 7 (pd, G) Gardiner 6 (2P) | 13:9(10:3) | Robinson 3 (P) Byrne 6 (2K) | Lansdowne Road, Dublin Widzów: 15 000 Sędzia: Graham Findlay |

| 20 lutego 1897 | Szkocja                        | 8:3(3:0) | Irlandia     | Powderhall, Edynburg Sędzia: E.B. Holmes |
| 20 lutego 1897 | Turnbull 3 (P) Scott 5 (pd, K) | 8:3(3:0) | Bulger 3 (P) | Powderhall, Edynburg Sędzia: E.B. Holmes |

| 13 marca 1897 | Anglia                                       | 12:3 | Szkocja      | Fallowfield Stadium, Manchester Widzów: 15 000 Sędzia: James Magee |
| 13 marca 1897 | Fookes 3 (P) Robinson 3 (P) Byrne 6 (pd, dg) | 12:3 | Bucher 3 (P) | Fallowfield Stadium, Manchester Widzów: 15 000 Sędzia: James Magee |

## Inne nagrody
- Calcutta Cup –  Anglia (po zwycięstwie nad Szkocją)